# Hôtel Hyatt Regency Paris Étoile
Das Hôtel Hyatt Regency Paris Étoile, früher Hôtel Concorde La Fayette (1974–2013), ist ein Wolkenkratzer in Paris, Frankreich, im 17. Arrondissement. Westlich liegt der Pariser Autobahnring und die Porte Maillot. Nächste Metro-Station ist Porte Maillot. Es ist im Besitz von Constellation Hotels Holdings.
Mit seiner Höhe von 137 Metern ist es eine Landmarke und eines der höchsten französischen Hotels nach der Tour Part-Dieu in Lyon und das vierthöchste Gebäude der Stadt Paris nach dem Eiffelturm, dem Montparnasse-Turm und dem Neuen Justizpalast, aber kleiner als einige der Gebäude im nahe gelegenen, aber nicht zu Paris gehörenden La Défense. Inklusive der Antenne auf dem Dach hat es eine Höhe von 190 Metern. Auf achtunddreißig Etagen beherbergt es 995 Zimmer und Suiten. Mit dem Palais des Congrès nebenan ist es eines der Kongresszentren von Paris.